# Pčoliné
Pčoliné (em húngaro: Méhesfalva) é um município da Eslováquia, situado no distrito de Snina, na região de Prešov. Tem 33,44 km² de área e sua população em 2018 foi estimada em 559 habitantes.

## Demografia
| Ano:        | 1994 | 2004    | 2014   | 2024   |
| ----------- | ---- | ------- | ------ | ------ |
| Broj ljudi: | 656  | 589     | 577    | 542    |
| Razlika:    |      | -10,21% | -2,03% | -6,06% |

| Ano:               | 2023 | 2024   |
| ------------------ | ---- | ------ |
| Número de pessoas: | 540  | 542    |
| Diferença:         |      | +0,37% |